# Janko Kahle
Janko Kahle (* 1974 in Hamburg) ist ein deutscher Schauspieler.

## Leben
Janko Kahle absolvierte von 1996 bis 2000 sein Schauspielstudium mit Diplom an der Hochschule für Musik und Darstellende Kunst Mozarteum Salzburg.
Sein erstes Theaterengagement hatte er von 2000 bis 2002 am Landestheater Linz. Von 2002 bis 2005 war er Ensemblemitglied am Bayerischen Staatsschauspiel München und anschließend von 2005 bis 2009 fest am Schauspielhaus Bochum engagiert. Zwischen 2009 und 2019 gehörte er zum Schauspielensemble am Staatstheater Hannover. Am Theater arbeitete er u. a. unter der Regie von Elmar Goerden, Jorinde Dröse, Tina Lanik, Dieter Dorn, Christian Tschirner, Lars-Ole Walburg, Tom Kühnel, Hasko Weber, Marius von Mayenburg, Mina Selehpour, Martin Laberenz und Florian Fiedler.
In der Spielzeit 2010/11 verkörperte er am Schauspiel Hannover die Hauptrolle des Ravn in Tom Kühnels Bühnenfassung von The Boss of It All nach dem gleichnamigen Film von Lars von Trier. In der Spielzeit 2012/13 war er der Diener Just in einer Neuinszenierung des Lessing-Lustspiels Minna von Barnhelm von Hasko Weber. 2014 erarbeitete er gemeinsam mit Studierenden des 3. und 4. Studienjahres der Hochschule für Musik, Theater und Medien Hannover den Theaterabend Chronik // Vom Ende des roten Menschen nach Texten der Literaturnobelpreisträgerin Swetlana  Alexijewitsch. In der Spielzeit 2014/15 trat er als Sekretär Camille in der Georges Feydeaus Farce Floh im Ohr auf. Zur Saisoneröffnung der Spielzeit 2015/16 spielte er an der Seite von Corinna Harfouch den Galloudec in Heiner Müllers Stück Der Auftrag. In der Spielzeit 2016/17 übernahm er in einer Neuinszenierung von Florian Fiedler die Titelrolle in Othello. 2017 trat er beim Sommerhoftheater des Schauspiels Hannover in der Tragikomödie Indien auf. In der Spielzeit 2017/18 war er der Geheimrat Bruckner in Milan Peschels Bühnenfassung des Romans Mephisto von Klaus Mann. In der Spielzeit 2018/19 verkörperte er am Schauspiel Hannover den Sohn in Łukasz Twarkowskis Bühneninszenierung der klassischen Zeichentrickserie Es war einmal … das Leben.
2020 stand Kahle als Gast in Leben des Galilei auf der Bühne des Düsseldorfer Schauspielhauses.
Seit der Spielzeit 2021/22 ist Kahle festes Ensemblemitglied am Theater Osnabrück.
Kahle stand auch für einige Film- und Fernsehproduktionen vor der Kamera. In der 5. Staffel der ZDF-Serie SOKO Wismar (2008) übernahm er eine Episodenrolle als Tischler und tatverdächtiger Schwiegersohn einer getöteten Brautladeninhaberin. In der 14. Staffel von SOKO Wismar (2017) war er erneut in einer Episodenrolle zu sehen, diesmal als Ingenieur Beckmann.
Kahle arbeitet auch als Sprecher und Rezitator. Er lebt in Hannover.

## Filmografie (Auswahl)
- 2000: Medicopter 117 – Jedes Leben zählt: Kidnapping (Fernsehserie, eine Folge)
- 2008: Die Jagd nach dem Schatz der Nibelungen (Fernsehfilm)
- 2009: Pink (Kinofilm)
- 2008: SOKO Wismar: Der Tod trägt Weiß (Fernsehserie, eine Folge)
- 2017: SOKO Wismar: Schiffe versenken (Fernsehserie, eine Folge)
- 2019: Auf dem Grund
- 2023: Mein Falke (Fernsehfilm)